# Joe Madrid
José Fernando Madrid Merlano (Cartagena de Indias, 27 de septiembre de 1945-Bogotá, 24 de diciembre de 2005) más conocido como Joe Madrid fue un cantautor, compositor, arreglista y productor musical colombiano. Fue unos de los impulsores de la salsa y jazz en el país. 

## Biografía
Nació en Cartagena, desde muy joven se trasladó a Bogotá a estudiar música en el conversatorio en la Universidad Nacional de Colombia, se inició como colaborador de composiciones para las orquestas de Pacho Galán, Lucho Bermúdez dentro los géneros cumbia, tropical y merecumbé. 
En 1965 se traslado a Estados Unidos y Bahamas a grabar y componer canciones de salsa a cantantes Andy Harlow, Mongo Santamaría, Ángel Canales y Ray Barretto. Compuso para el jazz a los cantantes Woody Herman, Stan Kenton, Aretha Franklin y James Brown.
En 1976 se interesó como solista grabó los sencillos Llegó la salsa, Pasadísimo y La moña para la disquera Polydor. Participó en producciones musicales de  Willie Salcedo para los álbumes Si te deja el tren, Rumba brava sound,  Si me la tocas para la disquera CBS/Colombia.
Realizó composiciones para el piano y contrabajo en los géneros jazz y salsa Dizzy Gillespie, Tito Puente, Orquesta Broadway y grabó con Eddie Palmieri para la televisión colombiana. Fue colaborar en los programas de concursos musicales Compre la orquesta y Caiga en la No dirigido por Fernando González Pacheco. 

## Fallecimiento
El 24 de diciembre de 2005, falleció en una clínica de Bogotá, tras de padecer enfisema pulmonar en la cual era adicto a el tabaco que se complicó con el deterioro de la enfermedad que padecía.